# Tracy Vilar
Tracy Vilar (* 12. April 1968 in New York City) ist eine US-amerikanische Schauspielerin.

## Leben und Leistungen
Vilar war als Kind von der Schauspielerei fasziniert und versuchte gleichzeitig, diese Faszination zu bekämpfen. Später übernahm sie einige Jobs rund um Film wie Casting-Helferin, Kameraassistentin und Mitarbeiterin der Garderobe. Da sie diese Betätigungen als unbefriedigend empfand, beschloss sie, Schauspielerei zu versuchen und diese schnell aufzugeben. Sie debütierte an der Seite von Giancarlo Esposito und Samuel L. Jackson in einer kleinen Nebenrolle im Thriller Fresh aus dem Jahr 1994. Für ihre Mitwirkung in der Steve-Harvey-Show in den Jahren 1996–1997 wurde sie 1996 für den NCLR Bravo Award und 1998 für den ALMA Award nominiert. Im Jahr 1998 erhielt sie den Margo Albert Award als Vielversprechendste Schauspielerin (Most Promising Actress).
Im Filmdrama K-PAX (2001) spielte Vilar an der Seite von Kevin Spacey und Jeff Bridges. In der Komödie Voll Frontal (2003) von Steven Soderbergh war sie neben David Duchovny, Catherine Keener und Julia Roberts zu sehen. In der Fernsehserie Saved aus dem Jahr 2006 spielte sie eine der Hauptrollen.
Vilar ist seit 2000 mit dem Schauspieler Eric Daniel verheiratet. Das Paar hat zwei Kinder.

## Filmografie (Auswahl)
- 1994: Fresh
- 1996: Joes Apartment – Das große Krabbeln (Joe’s Apartment)
- 1996: Grace of My Heart
- 1997: Gridlock’d – Voll drauf! (Gridlock’d)
- 1997: Mayday im Pazifik – Urlaub in der blauen Hölle (Two Came Back)
- 1998: There’s No Fish Food in Heaven
- 1999: Doppelmord (Double Jeopardy)
- 2001: K-PAX – Alles ist möglich (K-PAX)
- 2002: MDs (Fernsehserie)
- 2003: Voll Frontal (Full Frontal)
- 2003–2004: Good Morning, Miami (Fernsehserie)
- 2004: Mean Jadine
- 2006: Saved (Fernsehserie)
- 2008–2012: Dr. House (Fernsehserie, 6 Folgen)
- 2012: Partners (Fernsehserie)
- 2013: Grey’s Anatomy (Fernsehserie, Episode 10×11)
- 2014: How to Get Away with Murder (Fernsehserie)
- 2021: Maid (Miniserie)
- 2022: The Good Doctor (Fernsehserie, 1 Folge)